# ألبرت هال (منافس ألعاب قوى)
ألبرت هال (بالإنجليزية: Al Hall)‏ هو منافس ألعاب قوى أمريكي، ولد في 2 أغسطس 1934 في مانشستر باي ذا سي في الولايات المتحدة، وتوفي في 9 أكتوبر 2008 في تونوباه في الولايات المتحدة.

## وصلات خارجية
- ألبرت هال على موقع الاتحاد الدولي لألعاب القوى (الإنجليزية)
- ألبرت هال على موقع أوليمبيديا (الإنجليزية)